# Psammoecus insularis
Psammoecus insularis es una especie de coleóptero de la familia Silvanidae.

## Distribución geográfica
Habita en Hawái.